# La joven guardia (película)
La Joven guardia (en ruso: Молодая гвардия, Molodaya gvardiya) es una película bélica soviética dirigida por Serguéi Gerasimov estrenada en 1948. 

## Producción
La película está adaptada a partir de la novela histórica: La Guardia Joven, de Aleksandr Fadéyev, que cuenta la historia de una organización de resistencia antifascista del Komsomol, activa durante la ocupación alemana de la ciudad de Krasnodón, entre los años 1942 y 1943. 
El tema musical de la película está compuesto por Dmitri Shostakóvich. 

## Argumento
La película está ambientada en julio de 1942, durante la Gran Guerra Patria. 
El Ejército Rojo abandona la ciudad minera de Krasnodón. Después de eso, la ciudad es ocupada por las tropas alemanas. Los tanques enemigos entran en la ciudad, pero los miembros del Komsomol deciden quedarse en Krasnodón. 
En respuesta a las atrocidades de los invasores, los jóvenes miembros del Komsomol, muchos de ellos antiguos alumnos del instituto local, crean una organización clandestina antifascista, llamada Joven Guardia. Esta organización lidera una guerra encubierta contra las fuerzas de ocupación: los jóvenes esparcen panfletos antifascistas, liberan a un grupo de presos del ejército rojo, queman el centro de reclutamiento de trabajadores y evitan que sus compatriotas sean deportados al Tercer Reich alemán. En el día del aniversario de la Revolución de Octubre, los jóvenes guardias cuelgan banderas rojas soviéticas en los edificios de la ciudad.

## Recepción
En 1949, fue otorgado un premio Stalin al director, así como al cinematógrafo Vladimir Rapaport, y al grupo de actores principales. 
La película tuvo un gran éxito en taquilla con aproximadamente 48 millones y medio de entradas vendidas.